# Кулагінська сільська рада
Кула́гінська сільська рада (рос. Кулагинский сельский совет) — сільське поселення у складі Новосергієвського району Оренбурзької області Росії.
Адміністративний центр — село Кулагіно.

## Населення
Населення — 1189 осіб (2019; 1334 в 2010, 1461 у 2002).

## Склад
До складу сільської ради входять:
| Населений пункт      | Населення, осіб (2002) | Населення, осіб (2010) |
| -------------------- | ---------------------- | ---------------------- |
| Дідово, село         | 178                    | 149                    |
| Кіндельський, селище | 92                     | 43                     |
| Кулагіно, село       | 1191                   | 1142                   |